# Anton Schrotz
Anton Schrotz (auch Anthony Schrotz; * 1701 in Tannheim; † 1762 in Freiburg im Breisgau) war ein aus Tirol stammender Maurer und Baumeister, der in Südbaden tätig war.
Er war als Werkmeister für den Markgrafen von Baden-Durlach tätig und lebte in Emmendingen. 1754 wurde er als Maurermeister Bürger von Freiburg im Breisgau und war von 1756 bis zu seinem Tode dort städtischer Baumeister.

## Werke
- um 1740: Reparaturen am Gump’schen Haus in Kenzingen[1]
- 1741: Ausführung von St. Laurentius in Bischoffingen nach Plänen von Johann Heinrich Arnold
- 1742: Reparaturen an der Stadtmauer von Emmendingen[2]
- 1748: Pläne für das Oberschloss Bonfeld
- 1749: Umbau des evangelischen Pfarrhauses in Tiengen[3]
- um 1750: Schlosserhaus in Emmendingen[4]
- 1756/57: Evangelische Kirche in Wieslet
- Entwurf für die Evangelische Kirche in Maulburg (nicht ausgeführt)